# Карамора (сериал)
«Карамора» — российский телесериал в жанре триллера и альтернативной истории, созданный на студии режиссёра Данилы Козловского DK Entertainment. Премьера телесериала состоялась 20 января 2022 года на видеосервисе Start.

## Описание сюжета
Главный герой, анархист по прозвищу Карамора, обнаруживает, что монархические династии и высшее дворянство России и Европы обладают силой, находящейся за гранью человеческих возможностей и уже давно негласно управляют миром. Потеряв в схватке возлюбленную и близких друзей, Карамора объявляет войну тайному обществу.

## Серии

### Серия 1
Начало XX века. Санкт-Петербург. Пётр Каразин, больше известный как «Карамора» — молодой русский анархист со своей группой из трёх человек. Во время налёта на телеграфную станцию он видит, как одна из телеграфисток по имени Алина заступилась за коллегу, и влюбляется в неё.
После очередного дела, в ходе которого случайно был убит нефтяной магнат Мельников (произошёл эксцесс исполнителя), его берёт на прицел Брем, обвиняя Карамору в предательстве — он заключил сделку с полковником Симоновым из полиции. Карамора умело выставляет его идиотом, указывая на его ошибки, и когда все берут друг друга на прицел, а обстановка накаляется до предела, появляется кучер, из которого тут же начинает фонтаном бить кровь, а он падает замертво. Воспользовавшись заминкой, Каразин убивает Брема и, схватив Алину, влетает в фотолабораторию, но в спонтанной перестрелке Алина получает смертельное ранение в живот и умирает, успев застрелить неизвестного, буквально сожравшего одного из анархистов, стоя на потолке. Алина в последний момент жизни стреляет в неизвестного и падает. Карамора тут же расстреливает остаток барабана револьвера в голову неизвестного. Неизвестный же, получив пять пуль в голову, встаёт как ни в чём ни бывало, только заметив, что получить пули в голову — больно, и преследует Карамору, которому приходится спасаться через канализацию.
Неизвестным оказывается 111-летний вампир Александр Руневский, который вместе с другим вампиром, 192-летним Свечниковым, симулирует взрыв бомбы, перед этим он замечает среди анархистов Алину. Поражённый красотой девушки, Руневский проникается к ней сочувствием и обращает в вампира, несмотря на то, что самовольные обращения против правил. Каразин посещает церковь, где спрашивает священника про бесов, но не получает ответа. Он добирается до Симонова, которого поначалу подозревает в ликвидации группы. Но он приказывает ему бежать из страны, но не в Европу, а «на край земли», в Америку. Пётр отправляется в Амстердам, где пытается убедить собрание марксистов в существовании нечисти, но терпит фиаско.
Там же, в Амстердаме, его едва не убивают члены организации «Всадники», идеалы которых он предал и должен был быть казнён с особой жестокостью. Ему с трудом удаётся расправиться с двумя из трёх. Последний, пребывая в шоковом состоянии (голова попала в горящий камин), пытается уйти, но его убивает неизвестный, представившийся бывшим эсером Ткачёвым, бежавшим из России тридцать лет назад. Он заявляет, что тоже видел вампира вживую. Он рассказывает про слухи о покушениях на Александра II, и про устроенный им лично взрыв царского поезда, когда государь выбрался из под обломков совершенно невредимый, и говорит, что убить вампира можно только серебром (по его версии, покушение 1 марта 1881 года оказалось успешным только из-за экономии — в качестве поражающего элемента была использована краденые столовые приборы из серебра).
Тем временем Алина приходит в себя, и Руневский рассказывает ей, что обратил её в вампира, чтобы спасти ей жизнь. Та впадает в истерику, и Руневский оставляет её.

### Серия 2
Карамора и Ткачёв решают рассказать миру о вампирах и направляются в амстердамский филиал Daily Telegraph, где, угрожая взорвать бомбу, заставляют главного редактора филиала Артура поехать с ними на Карпаты. По пути Артур пытается споить русских, играя в «Я никогда не…» и задавая вопрос про медведей, что вызывает смех у Ткачёва, а Карамора понимает, что за ними хвост, и узнаёт, что за его голову «Всадники» назначили награду в сто тысяч фунтов. Они с трудом добираются до нужного места, где Ткачёв пробуждает древнюю вампиршу Марфу, и та рассказывает на румынском языке о появлении вурдалаков во времена османского владычества и действиях князя Влада Цепеша, известного как Дракула — он был не вампиром, а обычным человеком, истреблявшим вампиров. Артур снимает всё это на переносную кинокамеру, но в какой-то момент Ткачёв просит остановить съёмку и серебряным клинком убивает Марфу, так как давно обещал ей это.
Тем временем в Петербурге Алина с особым упорством, но безуспешно пытается покончить с собой, и всякий раз терпит фиаско. Руневский говорит, что смерть вампиру причиняют только серебро, огонь, и как он про себя говорит, бескровная диета. Она с Руневским выезжает на место особо жестокого убийства проститутки, совершённого неким «Вадимом Кровяником», и вместе они пытаются найти маньяка. Алина говорит, что знала жертву (именно её она пыталась защитить во время налёта группы Каразина на телеграфную станцию). Потерпев неудачу, она предлагает использовать себя в качестве наживки, так как по типажу похожа на убитых. Её похищают, в то время, как Руневскому прямо говорят, что его должны казнить за нарушение правил поведения вампиров (самовольное обращение — одно из нарушений). Она приходит в себя в логове маньяка, который пытается её зарезать, но так как ей это не опасно, пробуждает в себе силы и вырубает маньяка, сдержав позыв убить его.

### Серия 3
Артур сообщает Каразину и Ткачёву, что статья выйдет на днях, равно как и будет начат показ плёнки в синематографе (кинотеатре), предвкушая скандалы и сенсации. Однако в тот же вечер редакция газеты взлетает на воздух — гибнут все её работники, включая Артура, которого вообще выловили из реки по частям. Ткачёв говорит Каразину, что отказывается от дальнейшей борьбы с вампирами в силу её абсолютной бессмысленности и прощается с Караморой. Он решает сделать бомбу, но едва себя не взрывает. В тот же момент к нему приходит грузинка Пация, с которой он ранее пересёкся в тот же день в баре. Она — агент большевиков, которая конвертировала деньги для деятельности партии в Европе и теперь везёт их в Россию, и говорит, что нужен профессионал, и знает, где можно такого найти. Вместе они нелегально добираются до Тифлиса, где Карамора знакомится с местным революционером по прозвищу Коба, и вместе они похищают нефтепромышленника Нобеля, заставляя того сделать бомбу. Однако тот делает усыпляющий газ и устройство для его распыления и пробирается к Караморе, говоря, что он с ним. Вскоре на квартиру к Караморе заявляются Коба со своими людьми, желающими получить награду за его голову, после разговора Кобы с агентом «Всадников» Верде. Нобель взрывает гранату, что даёт ему и Каразину время на побег. С трудом прорвавшись на вокзал, они натыкаются на Пацию, которая делает неосторожное движение, вынуждая Карамору убить её.
Тем временем изрядно побитого маньяка отпускают из тюрьмы, что приводит Алину в бешенство, но Руневский, занимающийся ремонтом автомобиля, говорит, что самовольно убивать нельзя. В итоге та чинит автомобиль и едет к «Вадиму Кровянику», где узнаёт, что он — сын Радкевичей, весьма состоятельных людей, поэтому Вадима и выпустили из тюрьмы. Руневский снаряжает револьвер серебряными пулями и пытается остановить Алину, но, выслушав её отповедь и поняв, что вся семья этого человека насквозь прогнила и потакает отпрыску, покидает зал, в котором Алина расправляется со всеми там присутствующими.

### Серия 4
Карамора и Нобель добираются до Москвы, где убивают аптекаря-наркоторговца, решив, что он вампир, и сталкиваются с Мельниковым, который для всех мёртв. Понимая, что так действовать нельзя, они решают собрать новую команду. Так, они приобретают 20 килограммов динамита, заказанного ещё Пацией у большевистского подполья. Каразин пытается найти людей для новой боевой группы и проникает в Сандуновские бани под видом банщика, где разговаривает с Симоновым. Он делает тому предложение, от которого невозможно отказаться, и тот соглашается помочь с поиском молодых людей, не знающих некоторых аспектов биографии Каразина, но при условии, что последний возьмёт на себя нераскрытые убийства «Кровяника». Так, в команду собираются: анархист Дмитрий Богров, который неудачно попытался покончить с собой, брат с сестрой Головины, приговорённые военно-полевым судом к расстрелу за убийство генерала. Каразин и Богров, расстреляв расстрельную команду, спасают их прямо с эшафота и антисемита в придачу. Последним, к изумлению Караморы, оказывается молодой поэт Маяковский, с которым он ранее уже виделся в доме своей сестры.
На следующий день они начинают операцию по захвату Мельникова, усыпив всех посетителей Сандуновских бань серным эфиром, но оказываются под огнём «Всадников» под руководством некоей Франц. Один из подручных Франц случайно стреляет в Мельникова, и тот быстро расправляется со всеми «Всадниками».
В последний момент в бани врывается Нобель и взрывает Мельникова. После дела Карамора рассказывает, что раньше был дворянином, встретившим вопиющую несправедливость, и поэтому стал анархистом, и спрашивает, кто хочет уйти из его команды. Маяковский уходит из группы, но его просят не рассказывать о действиях группы до их победы.
Одновременно с этим к Руневскому, едва вернувшемуся с Алиной с места расправы над семьёй «Кровяника», приезжает князь Юсупов, от скуки наряжающийся как женщина и употребляющий кокаин. Вместе они едут к Столыпину на собрание «Негласного комитета» вампиров, где тот говорит, что рост населения планеты и скорые изменения в мировом устройстве приведут к исчезновению вампиров, и им нужно стать обычными людьми и прожить столько, сколько им осталось. После собрания он просит Руневского и Юсупова остаться и сообщает о не менее серьёзной проблеме, имеющей прямое отношение к первой — из-за постоянных кровосмешений среди вампиров стали появляться мутанты — «каппы», питающиеся кровью самих вампиров и поэтому сильнее обычных, но лишённые разума. Руневский под Мукденом сумел убить японского «каппу» и потому ему поручают найти способ излечить вампиризм. Он с Алиной, не желающей оставаться вампиром из-за содеянного, едет сначала к Льву Николаевичу Толстому — единственному вампиру, достоверно обратившемуся обратно в человека. Ситуация сразу становится сложной — за Толстым буквально по пятам следуют его поклонники и тот, на несколько секунд вырвавшись из их окружения, умоляет Алину, удалившуюся в уборную, спасти его от поклонников. Она делает это, вызвав удивление Руневского, праведный гнев поклонников и истерический смех супруги.
Его отвозят на вокзал, где он говорит, что стать человеком — процесс долгий и у Толстого он занял больше тридцати лет. Однако он даёт наводку на глухое село в Тобольской губернии, где, по слухам, живёт некий старец, имеющий отношение к вампирам, а потом садится в поезд.
Приехав в Тобольскую губернию, Руневский с Алиной натыкаются на чрезвычайно недружелюбный приём и вынуждены бежать в лес. Там Руневский сходится в ожесточённой схватке с каппой и выживает только потому, что Алина серьёзно ранит каппу. Сразу же появляется тот самый старец, назвавшийся Григорием Распутиным.

### Серия 5
Карамора, в связи с провалом плана допроса Мельникова, предлагает новый план — скрытно выявить вампиров на одном из приёмов аристократии, подмешав в шампанское фторид серебра. Предполагается, что у вампиров это вызовет просто неприятные ощущения. План принимается, но все понимают, что пять человек — это ничто, и нужна ещё взрывчатка. Карамора с Нобелем едут в лавку большевистских подпольщиков, но угождают в ловушку, из которой быстро выбираются и выясняют, что за ними по пятам следуют «Всадники», а динамит можно купить у взломщиков сейфов. Он с группой приходят в один из баров, где Карамора играет в карты со взломщиками и успешно их обыгрывает, а остальные сидят в баре, где Богров заказывает водку с кокаином и вскоре становится абсолютно невменяемым, впрочем, как и Нобель.
Они прибывают в Петербург, где Карамора приходит домой к бывшей возлюбленной и просит её помочь ему в последний раз. Она неохотно соглашается и пристраивает всю группу обслуживающим персоналом на приём в доме Столыпина — Богров становится официантом; Головин — музыкантом, а Таня — поваром. Однако Караморе присылают посылку — отрубленную левую руку Ткачёва с приглашением на встречу к главе «Всадников» Карлу. Его на встрече не оказывается, и когда его собираются казнить, он просит соединить его с самим Карлом. Каразин лестно высказывается по телефону о нём самом, и тот назначает настоящую встречу.
Князь Юсупов разговаривает со Столыпиным по поводу обращения вампиров в людей, но он категорически не согласен становиться человеком. Одновременно с этим ему приносят письмо с сообщением, что Руневский и неизвестная девушка-вампир похитили Толстого из его имения.
Вскоре Руневский возвращается домой вместе с Распутиным и Алиной, но почти сразу в дом вторгаются люди графа Дашкова, копающего под Руневского. Свечников едва успевает предупредить старого друга и выносит усыплённую Распутиным Алину через чёрный ход. Руневского арестовывают и обвиняют в самовольном обращении в обход формальной процедуры, которой никто не пользуется, и в убийстве семейства Радкевичей. Ему грозит смертная казнь. Он пытается договориться с Щербатовым, но тот выставляет невменяемую сумму (которая, однако, зрителю не показана), и в итоге его запирают в Петропавловской крепости. Он с трудом соглашается попросить помощи Юсупова. Тот через Свечникова соглашается, но в обмен на поддержку в его избрании на место Столыпина в «Негласном комитете».
Алину скрывают на даче Столыпина, где её в здравом уме никто не тронет, кроме Дашкова, преисполненного собственной наглости. Там Алина замечает, что Столыпин не тот, за кого она его принимала, проникается уважением к нему и заводит дружбу с его дочерью Наташей. Тем временем Дашков врывается в дом Столыпина с обыском, однако семья прячет Алину в винном погребе, где Дашков не может её учуять. На приёме появляется освобождённый из-под ареста Руневский и приглашает Алину на танец. Вскоре после этого террорист-смертник взрывает бомбу вместе с собой, вследствие чего погибает большое количество людей, а Наташа теряет ноги.
Карамора, узнавший от приспешников Карла о взрыве во дворце Столыпина, в ярости расстреливает их всех, кроме Верде, которого забивает насмерть. Ткачёву едва удаётся успокоить бывшего соратника. Они возвращаются домой, где выясняется, что все члены его группы выжили, разве что Богров попал в больницу и втёрся в доверие к Столыпину.
На фоне теракта по всей стране прокатываются волны недовольства, беспорядков и массовых шествий революционеров, а Алина окончательно разочаровывается в идеологии анархизма и решается вступить в «Священную дружину» — организацию вампиров, о чём говорит Руневскому.

### Серия 6
Алина на тайной церемонии в Юсуповском дворце вступает в Священную дружину. В то же время разворачивается ещё два события — Богров в театре расстреливает Столыпина, а Карамора посещает похороны бывшей возлюбленной. После церемонии на кладбище появляется Карл и говорит, что так как Карамора убил троих лучших людей Карла, то с него «три жизни». Две жизни ему «засчитывают», но третьего должен убить сам Карамора, для чего приводят всю его группу. Он решается стрелять в Ткачёва, но пистолет оказывается незаряженным.
Позднее его вооружают серебряным оружием и вместе со всей группой они приезжают в ресторан «Вена» на посвящение Караморы во «Всадники», но прежде прибытия Карла они поминают Дмитрия Богрова, а Нобель рассказывает про изыскания некоего Теслы в области электричества.
На собрании Негласного комитета проходят выборы нового председателя и в итоге принимается компромиссный вариант — Юсупов.
Руневский приходит на казнь Богрова и пытает его, но единственное, что узнаёт, что «он» их всех убьёт. В ответ на вопрос, кто этот «он», Богров выкрикивает «Карамора» и в прыжке ногой сбивает рычаг, вешая себя.
Руневский рассказывает Свечникову про результаты допроса, но поначалу боится рассказать Алине про Карамору. Однако он решается пригласить её в ресторан «Вена», где выступает Шаляпин. Он расспрашивает её про структуру её группы, но когда один из официантов, ранее обслуживавших ужин Карла, проходит рядом, она в смятении идёт по запаху, но ничего не находит. Позже они продолжают свой ужин и она случайно пробалтывается про полковника Симонова.
Юсупов в бешенстве по поводу отсутствия нормальной информации про Распутина и приказывает Щербатову и Дашкову узнать всё что угодно про этого человека. Дашкову удаётся весьма гнусными методами выяснить, что Распутин не более чем шарлатан — фрейлина Вырубова, «излечившаяся» от вампиризма, на поверку оказывается обычным вампиром. Дашков пытается арестовать Распутина, обвиняя в том, что у него нет никаких сил, но тот силой убеждает его «передать привет» тем, кто его послал.
Вскоре к Симонову наведывается Свечников, представившийся особым советником первого министра и требует досье Караморы. Тот естественно отказывается и заявляет, что Карамора мёртв. В тот же момент ему звонит Карамора, и Симонов вынужден ломать комедию.
Свечников рассказывает Руневскому про разговор с Симоновым, и последний начинает слежку за ним. Зайдя в тёмный переулок, он натыкается на засаду «Всадников», впопыхах организованную Караморой. Им удаётся загнать Руневского в лифт, но тот перекусывает трос, и кабина с Караморой внутри падает, хотя он успевает подстрелить вампира из пулемёта. Тот, будучи в критическом состоянии, добирается до дома, где его оперирует Алина. Она вытаскивает серебряную пулю, но состояние Руневского до сих пор тяжёлое. Вечером в поместье добирается встревоженный Свечников, пришедший в себя Руневский рассказывает, что тайна ордена раскрыта и они все в большой опасности. После ухода Свечникова, Алина и Руневский признаются друг другу в чувствах.
Карамора начинает сходить с ума из-за того, что упустил вампира, от рук которого, по его мнению, погибла Алина, и Ткачёв предлагает ему способ сбежать ото всех — выпить специальную жидкость, благодаря которой все будут считать его покойником, сопровождая это рассказом о Дракуле, по преданию, когда-то так же поступившем.
Свечников извещает Юсупова про «Всадников», но их прерывает загипнотизированный Дашков, обмазывающий лицо Юсупова собственными экскрементами. Тот требует остановить Распутина, считая его более серьёзной угрозой, чем какие-то «Всадники».
Карамора приезжает к Карлу, и после недолгого разговора, душит его. Однако, едва покинув храм, где состоялся диалог, он слышит шаги.

### Серия 7
Карл встаёт после убийства как ни в чём не бывало и подводит черту под разговором, начатым в прошлой серии. Карамора понимает, что Карл тоже является вампиром, и тот без проблем одолевает Карамору, а после предлагает по-настоящему объединить усилия, то есть обратить Петра в вампира. Он, несмотря на соблазн, отказывается, но сразу же появляется Нобель со своей «электрической пушкой» и сбивает Карла, отшвыривая его в другой конец зала. Тут же появляется и вся остальная группа, включая полковника Симонова, который просит Каразина застрелить «этого монстра». Однако Карл рассказывает, что «Всадники» являются проектом самого князя Юсупова, который не желал расставаться с властью и обратил его в вампира, поставив его во главе организации, которая выполняет «мелкие поручения» Юсупова, передаваемые через Щербицкого или Дашкова. Карл пытается сохранить жизнь, но дальше сцена обрывается. Каразин разговаривает с Симоновым и советует уже ему бежать из России на тот самый «край света», обещая, что уничтожит зло.
Вскоре после этого Пётр со своей группой под охраной «Всадников» плывут на встречу с Распутиным под Петербургом, где тот предлагает объединить усилия, так как им всем угрожают вампиры, использовав капп в качестве орудия для уничтожения вампиров, которые соберутся в Зимнем дворце для инаугурации Юсупова. Перед прощанием Распутин пытается внушить Караморе мысли о своём назначении на пост в новом правительстве, но Пётр, к крайнему удивлению старца, замечает, что он анархист.
После этого разговора Ткачёв наставляет револьвер на Карамору и пытается его застрелить, обвиняя его в предательстве идеалов и желании устроить в стране кровавую баню, замечая, что он лишился благоразумия. Пётр, не желая разговаривать с эсером, накачивает его морфием.
Тем временем Руневский, будучи на взводе, понимая, что «Всадники» угрожают его с Алиной жизням, а равно и всех вампиров, требует у Щербатова под дулом пистолета зацепки, а потом, получив имя информатора в организации, пытает того, фактически спалив тому половину лица, и приходит к Караморе, уже арестованному людьми Дашкова, который приказывает отвезти Петра в Петропавловскую крепость. Одновременно с этим Алина безуспешно пытается помочь князю Юсупову выбрать костюм для инаугурации, бракуя каждый его наряд. В конце концов, он заявляет ей, что не намерен разговаривать с обращённым вампиром. Выйдя из дворца, она видит, как к дому подъехала автомашина с неизвестными.
Руневский приходит к Караморе и разговаривает с ним, пытаясь понять, почему Пётр оказался чрезвычайно амбициозным и умелым агитатором. В итоге он провоцирует его вопросом про Алину, но не успевает получить сколько-нибудь значительного результата, так как неизвестный взрывает дверь и Карамора сбегает, убивая охранников крепости и выпуская мутантов, становясь их предводителем. Ему пытаются противостоять Руневский со Свечниковым и уцелевшей охраной крепости, сдерживая всеми силами натиск капп.
Одновременно с этим Головин и Карл вламываются во дворец Юсупова и убив Дашкова, гонятся за Юсуповым. Однако тот, вынюхав целую гору кокаина, сходит с ума и расправляется со всеми всадниками-людьми. Карл пытается застрелить Юсупова, но того сбивает холодильной установкой Алина.
План окончательно идёт насмарку, когда пришедший в себя Ткачёв душит Нобеля, являвшегося в плане координатором групп, и даёт отмену действий.
Сразу после этого в Петропавловской крепости появляется Распутин, который обращает капп против Караморы, и тот, понимая, что бежать некуда, пускает пулю в подбородок.
Наутро в Неву сбрасывают трупы убитых революционеров. Распутин, Руневский и Свечников смотрят на труп Караморы и последний замечает, что это была «лёгкая смерть».
Юсупова отстраняют от руководства Священной дружиной, и он устраивает погром в своём кабинете. Новым лидером дружины назначают Распутина, который после церемонии поёт «Боже, царя храни».
Руневский по возвращении в имение в шутку говорит, что у него был «обычный нудный понедельник» и делает предложение Алине.
Ткачёв прибывает на берег Невы, где выкупает труп Караморы, но видит, что тот всё-таки выпил эликсир, имитирующий смерть. На место прибывает Коба, который отчитывает Ткачёва за посредственную самодеятельность, но речь прерывается истошным воплем.

### Серия 8
Карамора после неудачной во всех отношениях попытки самоубийства (пуля прошла через щёку) теряет рассудок и колется на пару с Ткачёвым морфием, непонятно на что рассчитывая. От Ткачёва он узнаёт, что находится в лагере Кобы под Петербургом уже более двух месяцев и про судьбу Тани. Он же отчитывает анархиста за подписанный не глядя документ, по которому Коба управляет остатками «Всадников».
Тем временем Свечников и Алина проводят обыск в кабинете Симонова и пользуясь услугами взломщика, вскрывают сейф, где находилось личное дело Петра Каразина.
Одновременно с этим Пётр, пришедший в себя после морфия, убивает охранника и сбегает, оставив после себя умершего от передозировки Ткачёва.
Добравшись до Петербурга, он, вынужденный носить маску, скрывающую изуродованное лицо, находит в «доме терпимости» Таню, перед которой извиняется и говорит ей бежать через чёрный ход, а сам намеревается выбраться через парадный, но встречает Свечникова, которого усыпляет, используя шприц с морфием, отобранный у клиента Тани. Вместе они доставляют связанного вампира в лагерь Кобы, где он наглядно демонстрирует собственную правоту. Коба приглашает «специалиста по информации» доктора Качараву (на самом деле он не врач, а доктор исторических наук, специалист по периоду инквизиции).
Распутин прибывает в дворец к Юсупову, где последний наконец присягает на верность новому лидеру Священной дружины, и после тот рассказывает, что он на самом деле — император Александр I, внебрачный сын которого стал первым каппой, и он, стремясь найти способ спасти вампирский род, забыл о стране и имитировал смерть, чтобы уйти в забытье и потратить следующие сто лет, чтобы научиться управлять каппами. Однако Юсупов подмешивает в бокал экс-императора серебро, и тот на время теряет сознание, после чего тщетно пытается сбежать. Подручные Юсупова расстреливают Распутина, а Юсупов, используя трофейную пушку Нобеля, сначала оглушает, а потом убивает его. Труп скидывают в Неву (обыгрывается реальный случай убийства Григория Распутина князем Феликсом Юсуповым)
Руневский приходит к бывшей жене, которая является обычным человеком, и за прошедшие десятилетия состарилась и находится при смерти. Она сразу понимает, что он вот-вот женится, и отпускает его, сказав напоследок, что смертные ценят жизнь.
Карамора узнаёт от Нобеля, находящегося уже при смерти от туберкулёза, о новом оружии — огнемёте, который сейчас есть только в Петропавловской крепости. Он предлагает крайне рискованный план, грозящий гибелью большей части участвующих в операции, но Коба предлагает просто подкупить дежурного склада и беспрепятственно вывезти нужное количество огнемётов.
На следующий день большевики готовятся к налёту на поместье Руневского (Свечников под пытками всё же раскололся). Пётр просит Таню остаться и присматривать за Нобелем, объясняя это тем, что «некоторых людей нужно бояться больше чем вампиров». После отбытия всех групп он убивает Качараву, испытывающего уже чисто научный интерес к регенерации вампиров, и просит Свечникова обратить его в вампира.
Одновременно с этим к поместью Руневского подъезжают два автомобиля, украшенных свадебными атрибутами. Из них вырываются огнемётчики и, воспользовавшись фактором внезапности, начинают бойню. Руневский пытается спастись от людей Караморы, но с переменным успехом — в конце концов его одолевает Пётр, который уже готов убить вампира, но его останавливает появившаяся Алина. Он рад тому, что она выжила и надеется на понимание, но она отвергает его, заявляя, что он убил её, а не Руневский, и даёт отповедь, отшвырнув его. Алина пытается спасти любимого, чему мешает обезумевший Карамора, пытаясь расстрелять его ещё раз, однако Алина бросается наперерез, защищая Руневского. Изрешечённая пулями, она падает рядом с ним, Карамора рыдает над бесчувственным телом Алины. Тем временем дом начинает рушиться, подоспевшая Таня выводит Карамору.
Некоторое время спустя Пётр приходит в себя, но после бойни он окончательно сходит с ума и ему теперь мерещатся мёртвые Ткачёв, Карл и бежавший полковник Симонов. Он становится свидетелем речи Владимира Ульянова, призывающего создать «красных вампиров» в интересах пролетариата. Таня приносит ему некий чемодан, в котором, как он понимает, находится бомба. В бреду он произносит пространную речь, в ходе которой ему мерещатся все, кто погиб от его руки или погиб в связи с его действиями, однако в конце речи он вдруг предлагает поразмышлять, что если не будет ни вампиров, ни большевиков и со словами «дадим миру шанс», когда все понимают, что в руках у Каразина бомба, взрывает её, убивая всех, кто находился в зале…
2022 год. В России так и не случилось революции, империя продолжает существовать, а Юсупов, до сих пор ведущий скрытный, но праздный образ жизни, узнаёт о странном убийстве высокопоставленного чиновника, совершённом последователями Караморы.
В последних кадрах показывается панорама Санкт-Петербурга, превратившегося в мегаполис с небоскрёбами.

## Производство
Впервые о проекте стало известно в декабре 2017 года. 11 ноября 2019 года в Москве Данила Козловский в качестве режиссёра приступил к съёмкам пилотной серии.
Пандемия коронавируса приостановила работу съёмочной группы почти на год. Осенью 2020 года съёмки возобновились сначала в исторически значимых локациях Москвы, затем в Санкт-Петербурге.
Премьера была запланирована на 19 ноября 2020 года, позднее была перенесена на 23 сентября 2021 года. В сентябре 2021 года было объявлено, что премьера сериала состоится в начале 2022 года на видеосервисе Start, и этот релиз станет началом глобального сотрудничества между видеосервисом и студией Данилы Козловского DK Entertainment.

## В ролях
- Данила Козловский — Карамора (Пётр Каразин, прототип — главный герой одноимённого рассказа А. М. Горького)
- Филипп Янковский — Александр Константинович Руневский, 111-летний вампир, обращённый Свечниковым в XIX веке (фамилия взята у главного героя повести «Упырь» А. К. Толстого)
- Андрей Смоляков — Владимир Михайлович Свечников, 192-летний вампир
- Дарья Балабанова (озвучка: Юлия Хлынина) — Алина, бывшая возлюбленная Караморы. Была человеком, обращена Руневским
- Евгений Шварц — Феликс Юсупов
- Артур Ваха — П. Н. Ткачёв
- Игорь Черневич — Симонов
- Александр Алябьев — Нобель (возможный прототип — Э. Л. Нобель)
- Ольга Бодрова — Таня
- Борис Бирман — Столыпин
- Фёдор Лавров — Карл
- Мария Лисовая — Франц
- Владимир Комаров — Богров
- Игорь Лизенгевич — Головин
- Александр Ильин-младший — Григорий Распутин / Александр I
- Дмитрий Чеботарёв — граф Дмитрий Дашков
- Николай Комягин — Владимир Маяковский
- Александр Ильин-старший — Лев Николаевич Толстой
- Мария Курденевич — Александра Ишимская
- Ваган Сароян — Коба
- Нино Нинидзе — Пация (прототипы — участники Тифлисской экспроприации Пация Голдава и Камо)
- Один Ланд Байрон — Артур
- Игорь Гордин — дядя Караморы
- Николай Самсонов — Верде
- Павел Юлку — Мельников
- Ильдар Абдразаков — Фёдор Иванович Шаляпин
- Александр Завьялов — Ионыч
- Никита Кукушкин — Брем
- Евгений Кых — Швейцер
- Алексей Фролов — Варваров
- Владислав Долженков — Кровяник (ещё один прототип — Джек-потрошитель)
- Александр Сирин — отец Кровяника
- Юлия Марченко — мать Кровяника
- Екатерина Кукуй — Наталья Столыпина
- Леонид Парфёнов — император Николай II
- Дмитрий Поднозов — Щербатов
- Елена Папанова — Софья Андреевна
- Александр Зенин — оператор
- Антон Кузнецов — Ленин
- Борис Хвошнянский — Волков
- Александр Фомин — конферансье
- Варвара Шмыкова — кормилица
- Артем Кошман — Карамора в детстве
- Лиза Климова — Вырубова
- Ирена Грегор — Марфа
- Филипп Горенштейн — Игорь Северянин
- Николай Шония — большевик
- Анастасия Немец — графиня Д
- Дэниэл Барнс — секретарь Эдвард
- Мария Шувалова — подруга Натальи на балу
- Александра Тихонова — девочка
- Яна Пронина — молодая проститутка
- Гарик Айвазов — большевик в камере Нобеля
- Сергей Кузнецов — трактирщик
- Алексей Паничев — адвокат
- Елизавета Бурмакова — туристка
- Юрий Кузнецов — бухгалтер
- Ваня Гаврилов — подросток
- Сергей Троев — большевик

## Критика
Телесериал, в котором присутствуют эротические сцены, получил смешанные отзывы российской прессы.

По мнению кинокритика «Киноафиши» Тимура Алиева, «проекту повезло с исполнителями главных ролей — за исключением самого Данилы Козловского». Среди ярких образов критик выделил Филиппа Янковского: «Даже минутное появление графа [Руневского] веяло лёгкостью, небывалой статью и непередаваемой харизмой». В то же время Тимур Алиев обратил внимание на жестокие пытки, представленные в телесериале, а также выразил опасения по поводу потенциальных претензий, которые могут возникнуть к проекту в связи с его содержанием и посылом:
Будем надеяться, что в новых сериях из идеалиста-анархиста Данила Козловский не превратился в идеалиста-популиста Карамору Навального — во всё том же Серебряном веке с кожанкой на плечах. Иначе пафосные бравады о лучшем мире для обычных людей и сладострастные оды, посвящённые рабочему классу, сменятся на затёртые лозунги об империи жуликов и воров, а главной кричалкой на площадях революционной России станет «Критикуешь? Подрывай!»
Журналист «Комсомольской правды» Сергей Ефимов обозначает «Карамору» как «комикс, взрывной аттракцион, где всё происходит в альтернативной дореволюционной России», расхваливая масштаб и голливудский размах, с которым команда DK Entertainment подошла к реализации проекта:
«Карамора» ошарашивает непривычной для российских телесериалов масштабностью. Денег на нашем рынке не так много, отчего у нас преобладают камерные проекты. И вдруг неожиданный голливудский размах. Больше ста актёров, множество локаций. Козловский подчёркивает, что в «Караморе» почти нет компьютерной графики — каждый раз строили реальные декорации, даже если их предполагалось разрушить или сжечь. Телесериал изобилует предельно натуралистичными сценами: кровь льётся даже не вёдрами — цистернами, вывернутые человеческие внутренности воссозданы с любовью к деталям. Драк с затейливыми умерщвлениями персонажей тоже предостаточно (избегайте пожарных конусов!), а список каскадёров в титрах включает фамилий сорок.
Автор портала «КиноРепортёр» Анна Ентякова полагает, что «Карамора» представляет собой «фанфик в историческом обрамлении», отмечается рваное впечатление от первых серий проекта: 
В декорациях салона, где балуются оккультизмом, Каразин мимоходом ссорится с Маяковским (довольно яркий дебют солиста Shortparis), а товарищу Кобе, устроившему штаб в грузинской тюрьме, с «неумелой лестью» преподносит в подарок трубку, но по итогу такие эпизоды выигрывают и в сюжетном, и в стилистическом плане — сняты они с такой визуальной экспрессией, что хочется ещё и ещё.